# إليزابيث تومسون
إليزابيث تومسون (بالإنجليزية: Elizabeth Thompson) أو السيدة باتلر (3 نوفمبر 1846 - 2 أكتوبر 1933)، رسامة بريطانية متخصصة في رسم مشاهد من الحملات والمعارك العسكرية البريطانية، بما في ذلك حرب القرم ومعركة واترلو. من بين أعمالها لوحة نداء التجمع (اشترتها الملكة فيكتوريا)، لوحة الدفاع عن الجروف الصخرية، ولوحة اسكتلندا إلى الأبد! كتبت عن لوحاتها العسكرية في سيرتها الذاتية التي نُشرت عام 1922: «لم أرسم أبدًا لتمجيد الحرب، إنما لتصوير آثارها البطولية». تزوجت من السير ويليام باتلر.

## نشأتها ودراستها
ولدت باتلر في فيلا كليرمونت في لوزان في سويسرا، وهي ابنة توماس جيمس تومسون (1812-1881) وزوجته الثانية كريستيانا ويلر (1825-1910). كانت أخت الكاتبة والشاعرة الشهيرة آليس مينل. بدأت إليزابيث بتلقي تعليمها الفني في عام 1862 أثناء نشأتها في إيطاليا. ذهبت في عام 1866 إلى ساوث كنزنغتون في لندن، ودخلت المدرسة الملكية للفنون. أصبحت من الروم الكاثوليك مع بقية أفراد الأسرة بعد انتقالهم إلى فلورنسا في عام 1869. التحقت إليزابيث أثناء وجودها في فلورنسا (تحت وصاية الفنان جوزيبي بيلوتشي 1827-1882) بأكاديمية الفنون الجميلة.

## حياتها المهنية الفنية
ركزت باتلر في البداية على المواضيع الدينية مثل لوحة ماغنيفيكانت عام 1872، ولكنها رأت بعض اللوحات الحربية عند الذهاب إلى باريس في عام 1870 رسمت بواسطة جان لويس إرنست ميسونير وإدوارد ديتيل، وحولت تركيزها إلى رسم لوحات الحرب. عكست لوحة المفقود 1873 مشهد معركة الحرب الفرنسية البروسية وصورت معاناة الجنود والبطولة المشتركة، وحصلت بذلك على أول تقديم لها إلى الأكاديمية الملكية. عرضت لوحة باتلر التي حملت عنوان نداء التجمع في عام 1874 في المعرض الصيفي للأكاديمية الملكية والتي صورت رتلًا من الجنود المتعبين مع القتال الدائر، وأصبحت مشهورة جدًا لدرجة وضع رجل شرطة بجوار اللوحة من أجل تنظيم الحشود التي جاءت لرؤيتها. كتبت باتلر أنها استيقظت بعد افتتاح المعرض الصيفي لتجد نفسها مشهورة.
ازدادت شهرتها بسبب عرض لوحاتها في جولة حول أوروبا، واكتسبت المزيد من الاهتمام لأن الناس اكتشفوا أنها كانت صغيرة وجميلة، وهو أمر لا يوجد عادة في رسامي مشاهد المعارك. وساعدها أيضًا وجود موجة كبيرة من الفخر والرومانسية للإمبراطورية البريطانية المتنامية في ذلك الوقت. إذ عكست مواضيع السيدة باتلر مثل هذه الرومانسية، وكانت لوحاتها ذات تفاصيل واقعية بشكل عام مع وجود جوانب مثل الارتباك والطين والإرهاق الذي صورته بدقة. تميل أعمالها إلى التركيز على القوات البريطانية خلال عملها، أو بعد عملها بوقت قصير، ولكنها تجنبت مشاهد القتال اليدوي. غالبًا ما رسمت القوات كما يراهم خصومهم، مع رسم القليل من الخصوم نسبيًا.
حصلت باتلر على صوتين لتصبح في عام 1879 أول امرأة منتخبة كعضو منتسب في الأكاديمية الملكية (بصرف النظر عن عضوين مؤسسين، ماري موسر وأنجيليكا كوفمان).
سافرت باتلر بعد زواجها في عام 1877 من السير ويليام فرانسيس باتلر (1838-1910) وهو ضابط بارز في الجيش البريطاني إلى أنحاء الإمبراطورية مع زوجها ورعت أطفالهما الستة. تأثرت السيدة باتلر خلال هذا الوقت باعتقاد زوجها الأيرلندي بأن الإمبريالية الاستعمارية للمملكة المتحدة والقوى الأوروبية الأخرى قد لا تكون في مصلحة السكان الأصليين في الأراضي الاستعمارية. واصلت رغم ذلك رسم مشاهد تظهر شجاعة الجندي البريطاني العادي. رسمت باتلر أيضًا بعض الرسوم التوضيحية بالأبيض والأسود.

## سنواتها الأخيرة وموتها
انتقلت مع زوجها عند تقاعده من الجيش إلى إيرلندا حيث عاشا في قلعة بانشا في مقاطعة تيبيراري. عرضت الصور في الأكاديمية الإيرلندية الملكية منذ عام 1892. ومن بين اللوحات التي أخذتها معها إلى مقاطعة تيبيراري مجموعة من الألوان المائية رسمتها أثناء وجودها مع زوجها في فلسطين. نقلت اللوحات خلال الحرب الأهلية الإيرلندية إلى ابنتها في قلعة غورمانستون لحفظها، ولكن دُمرت جميع اللوحات في وقت لاحق بسبب القنابل الألمانية على لندن خلال الحرب العالمية الثانية.
توفي زوجها في عام 1910 لكنها استمرت في العيش في بانشا حتى عام 1922، عندما انتقلت مع أطفالها إيلين وفيسكونتس غورمانستون إلى قلعة غورمانستون في مقاطعة ميث. توفيت هناك قبل فترة قصيرة من عيد ميلادها السابع والثمانين ودفنت في مقبرة ستامولين القريبة.

## روابط خارجية
- إليزابيث تومسون على موقع ميوزك برينز (الإنجليزية)
- إليزابيث تومسون على موقع ديسكوغز (الإنجليزية)